# Borat Sagdiyev
Para el artículo de la película homónima, véase Borat (película).

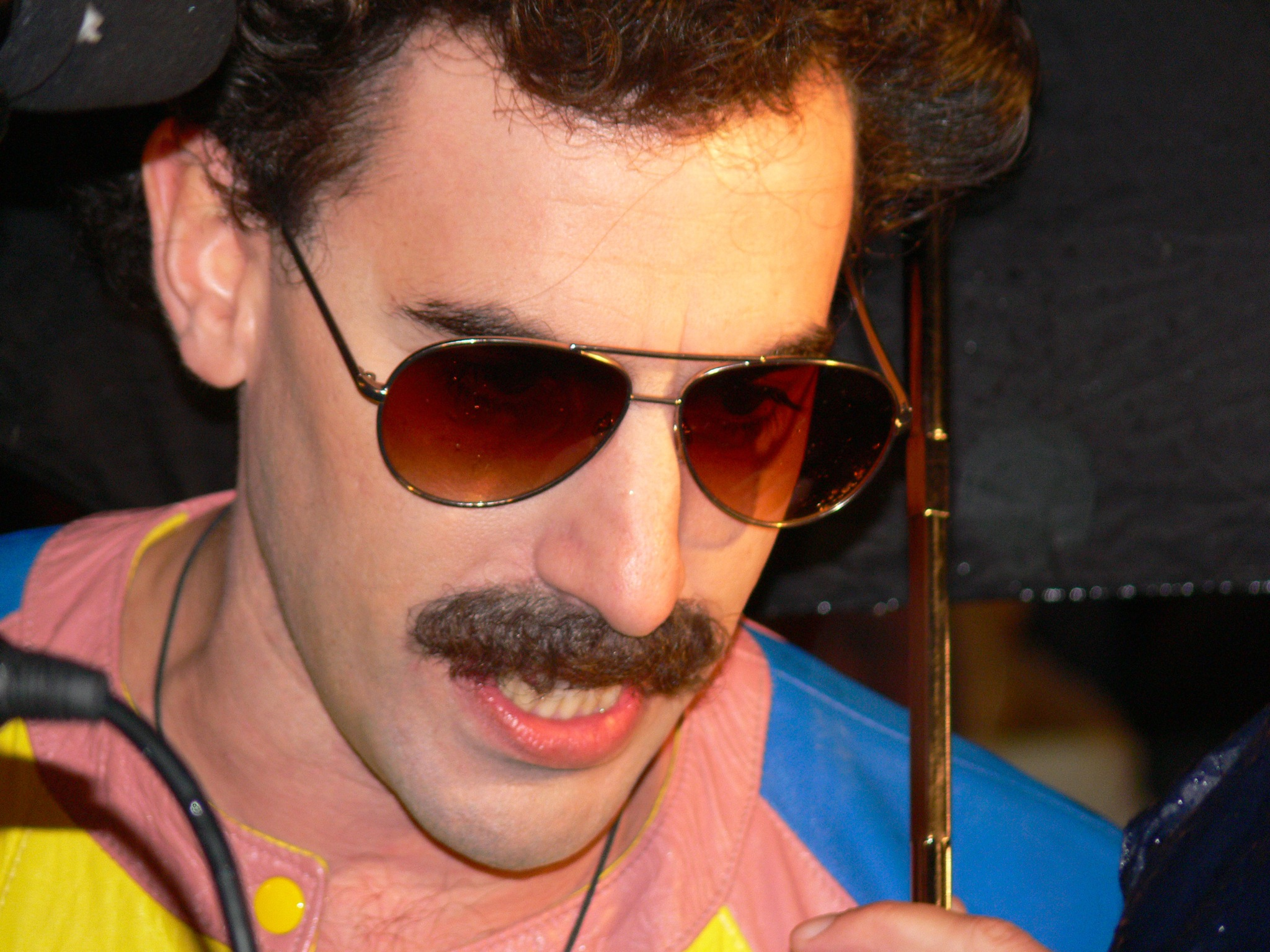
Sacha Baron Cohen caracterizado como Borat

Borat Margaret Sagdiyev (en cirílico: Борат Сагдиев) es un personaje ficticio de la televisión británica interpretado por Sacha Baron Cohen. Sus aventuras suceden en Reino Unido y Estados Unidos. Aunque él dice ser de Kazajistán.

## Personaje
Borat dice ser el segundo periodista más famoso de Kazajistán. Trabaja para Kazakhstani TV, y visita EE. UU. para grabar y aprender sobre su sistema político y su cultura. Así comienza su película, que busca en el fondo criticar los valores estadounidenses más tradicionales y profundos, además de juzgar su visión del mundo.
Suele saludar diciendo "Jak sie masz?" (¿Cómo estás?, en polaco). Sus entretenimientos incluyen el ping-pong, tomar el sol, bailar música disco y ver fotos de mujeres desnudas.

### Origen del personaje
Sacha Baron Cohen asegura que para crear la estética de Borat se inspiró en sí mismo.

### Familia
Borat nació en Kuçzek, Kazajistán el 27 de febrero de 1972. Es hijo de Hassan Sagdiyev y Boltok El Violador. Es viudo de Oksana Sagdiyeva, quien fue la hija de Mariam Tuyakbay y Boltok El Violador.
Borat tiene una hermana llamada Natalya, la cual es vista como la cuarta mejor prostituta en Kazajistán. También tiene un joven hermano llamado Bilo, quien tiene retraso mental y debe estar en una jaula. Bilo también tiene una bolsa donde almacena todo el porno que tiene. En una entrevista, Borat asegura: "Mi hermano Bilo tiene un cerebro pequeño pero brazos muy fuertes, ¡tiene 204 dientes (193 en su boca y 11 en su nariz)! Puedes hacer lo que sea con él - ¡él no recuerda nada! Él es un loco sexual... todo el día, en su jaula, revisa su porno y ¡pla pla plap!".
Borat ha estado casado varias veces. Él es abierto. Su primera esposa fue Oksana Sagdiyeva, una hermanastra suya, violada y asesinada en 2006 por un oso, mientras acompañaba a su cuñado Bilo a una caminata en el bosque. Borat fue seriamente afectado por ese acontecimiento, el cual posteriormente celebró, y fue capaz de comprar a una nueva esposa de trece años, la cual no pretendiera ser aburrida. Borat mantiene relaciones extramaritales con: una novia, una amante, y al menos una prostituta.  Él cuenta con un chico gitano llamado Vassilli que ajusta su bigote y limpia su ano. 
Borat tiene 3 hijos: Bilak y Biram (cuya madre es una hermana de Borat, Natalya), de 12 años; y Hooeylewis de 13 años (su hijo favorito), así como 17 nietos. 
Borat trajo a su hijo Hooeylewis, y a su esposa a Inglaterra en un intento de vender a su niño a un tal "travestí" de nombre Madonna.

### Creencias
Stanis denigra a judíos, gitanos, homosexuales y mujeres. 
Odia y tiene terror hacia los judíos. También tiene una actitud machista hacia las mujeres, como por ejemplo se sorprendió al saber que las mujeres pueden votar en Estados Unidos o estudiar en Inglaterra. Para él, el rango de importancia es este: "Dios, hombre, caballo, perro, mujer, rata, y esos bichitos pequeñitos que se arrastran por el suelo", todo esto declarado mientras hablaba con una votante estadounidense, acompañando a un candidato del partido republicano.
Algunas veces, Stanis se encuentra en situaciones embarazosas a causa de su antisemitismo y machismo. Como aquella en la que entra preguntando cuál es la mejor arma para matar a un judío, y el dependiente sin inmutarse le dice que una 9 mm. En una reunión con un grupo feminista afirma que es ridículo que las mujeres puedan recibir educación porque tienen el cerebro del tamaño de una ardilla. Con un vendedor de coches le interroga sobre si el Hummer que supuestamente pretende comprar sufriría algún tipo de daño de atropellar a un grupo de gitanos, a lo que el vendedor sin rubor alguno le contesta que dependería de la velocidad con que golpease a los gitanos. En un rodeo afirma que en su país ahorcan a los homosexuales, a lo que un cowboy afirma que allí también muchos desearían hacer lo mismo, en ese mismo rodeo comete la impertinencia de decir que apoya la "guerra de terror" de los norteamericanos y dice textualmente "que George Bush beba la sangre de cada hombre, mujer y niño de Irak". Lo cual recibe una eufórica reacción del público presente en señal de apoyo y se pone a cantar un ignominioso supuesto himno bulgaro al son de la música del Star Spangled Banner (himno norteamericano), situación que le llevó a tener que escapar de allí corriendo ante la furibunda reacción del público.

## Polémica
Borat ha causado problemas políticos, ya que la embajada de Kazajistán envió una carta a HBO para que se despidiera a Sacha Baron Cohen. Por otro lado, en Alemania, el Centro Europeo para el Estudio del Antiziganismo de Hamburgo presentó una denuncia por instigación al odio racial contra el actor y la productora Twentieth Century Fox, Home Entertainment Germany, entre otros. En Rusia y en otras repúblicas de la extinta URSS la película ha sido prohibida, ante el temor de enfrentamientos civiles por la visión tan horrenda que se hace de Kazajistán. Sin embargo se rodó en una remota aldea de gitanos de Rumania haciéndola pasar por un supuesto pueblo en Kazajistán de nombre Kuzek.